# John O'Brien (soccer)
Pour les articles homonymes, voir John O'Brien.
John O'Brien, né le 29 août 1977, est un footballeur américain. Il a joué au poste de milieu de terrain avec l'équipe des États-Unis et la franchise C.D. Chivas USA.

## Biographie

### Carrière en club
O'Brien a fait un essai avec l'Ajax alors qu'il n'avait que quatorze ans, il rejoint ce club en 1999 après un prêt d'un an à Utrecht.

### En équipe nationale
Il a eu sa première cape le 22 avril 1998 à l'occasion d'un match contre l'équipe d'Autriche.
O'Brien a joué les jeux mondiaux des jeunes en 1999, puis a participé aux Jeux olympiques de 2000. Il a disputé toutes les rencontres de son équipe lors de la Coupe du monde 2002 et a inscrit le premier but dans la victoire américaine sur le Portugal (3-2).
O'Brien participe à la Coupe du monde 2006 avec l'équipe des États-Unis.

## Palmarès
- Champion des Pays-Bas en 2002 et 2004 avec Ajax
- Vainqueur de la coupe des Pays-Bas en 2002 avec Ajax